# Juan José Falconier
Juan José Ramón Falconier (n. Crespo, Entre Ríos 31 de mayo de 1944 - † isla Gran Malvina 7 de junio de 1982) fue un aviador militar que con el grado de Vicecomodoro de la Fuerza Aérea Argentina, falleció en la Guerra de las Malvinas. fue condecorado post mortem con la Medalla al Valor en Combate por ley N.º 25 576 del 11 de abril del año 2002. El gobierno de la Nación Argentina por ley nacional N.º 24 950/98 lo incluyó en el listado de los «Héroes nacionales», fallecidos en combate en la guerra de las Malvinas.

## Carta a sus hijos
"A Ñequi y Mononi: Su padre no los abandona, "simplemente" dio su vida por los demás, por ustedes y vuestros hijos...y los que hereden mi PATRIA.
Les va a faltar mi compañía y mis consejos, pero les dejo la mejor compañía y el más sabio consejero, a Dios; aférrense a Él, sientan que lo aman, hasta que les estalle el pecho de alegría, y amen limpiamente, es la única forma de vivir la "buena vida" y cada vez que luchen para no dejarse tentar, para no alejarse de Él, para no aflojar, yo estaré junto a ustedes, codo a codo, aferrando el amor.
Sean una "familia" respetando y amando a mamá, aunque le vean errores, sean siempre solo "uno", y siempre unidos.

Les dejo un apellido, FALCONIER, para que lo lleven con orgullo y lo dignifiquen, no con dinero, ni con bienes materiales, sino con cultura, con amor, con la belleza de las almas limpias, siendo cada vez más hombres y menos animal, y por sobre todo, enfrentando la vida con la Verdad, asumiendo responsabilidades aunque les cueste sufrir sinsabores, o la vida misma.

Les dejo:

Muy poco en el orden material.

Un apellido, "FALCONIER"

a DIOS (ante quien todo lo demás no importa)

Papá.
P.D.: Para que mis hijos lo lean desde jóvenes y hasta que sean viejos, porque, a medida que pasen los años, adquieran experiencia o tengan hijos, le irán encontrando nuevo y más significado a estas palabras que escribí con amor de padre.".

## Incidente
El vicecomodoro Rodolfo Manuel De La Colina, comandaba el 7 de junio de 1982 un vuelo de reconocimiento sobre la isla Soledad en un Learjet, cuando fue alcanzado por un Sea Dart misil superficie-aire, falleciendo todos los tripulantes —mayor Marcelo Pedro Lotufo, suboficial principal Francisco Tomas Luna, suboficial ayudante Guido Antonino Marizza y Falconier—.
Actualmente sus restos reposan en el Cementerio de Darwin.